# Brujería (canción de Son de Sol)
«Brujería»  fue el primer sencillo del primer disco de Son de Sol, Brujería. El sencillo fue lanzado en abril de 2005, mientras que el álbum se puso a la venta oficialmente en mismo mes del mismo año.

## Eurovisión 2005
La canción "Brujería" representó a España en Eurovison, quedaron en vigésima primera posición, por encima de Reino Unido, Francia y Alemania. con 28 puntos.
| Predecesor: «Para llenarme de ti» Ramón | España en el Festival de Eurovisión 2005 | Sucesor: «Un Blodymary» Las Ketchup |